# Triaenobunus bicarinatus
Triaenobunus bicarinatus is een hooiwagen uit de familie Triaenonychidae.